# Ceratopteris cornuta
Ceratopteris cornuta là một loài thực vật có mạch trong họ Pteridaceae. Loài này được (P. Beauv.) Lepr. mô tả khoa học đầu tiên năm 1830.

## Hình ảnh

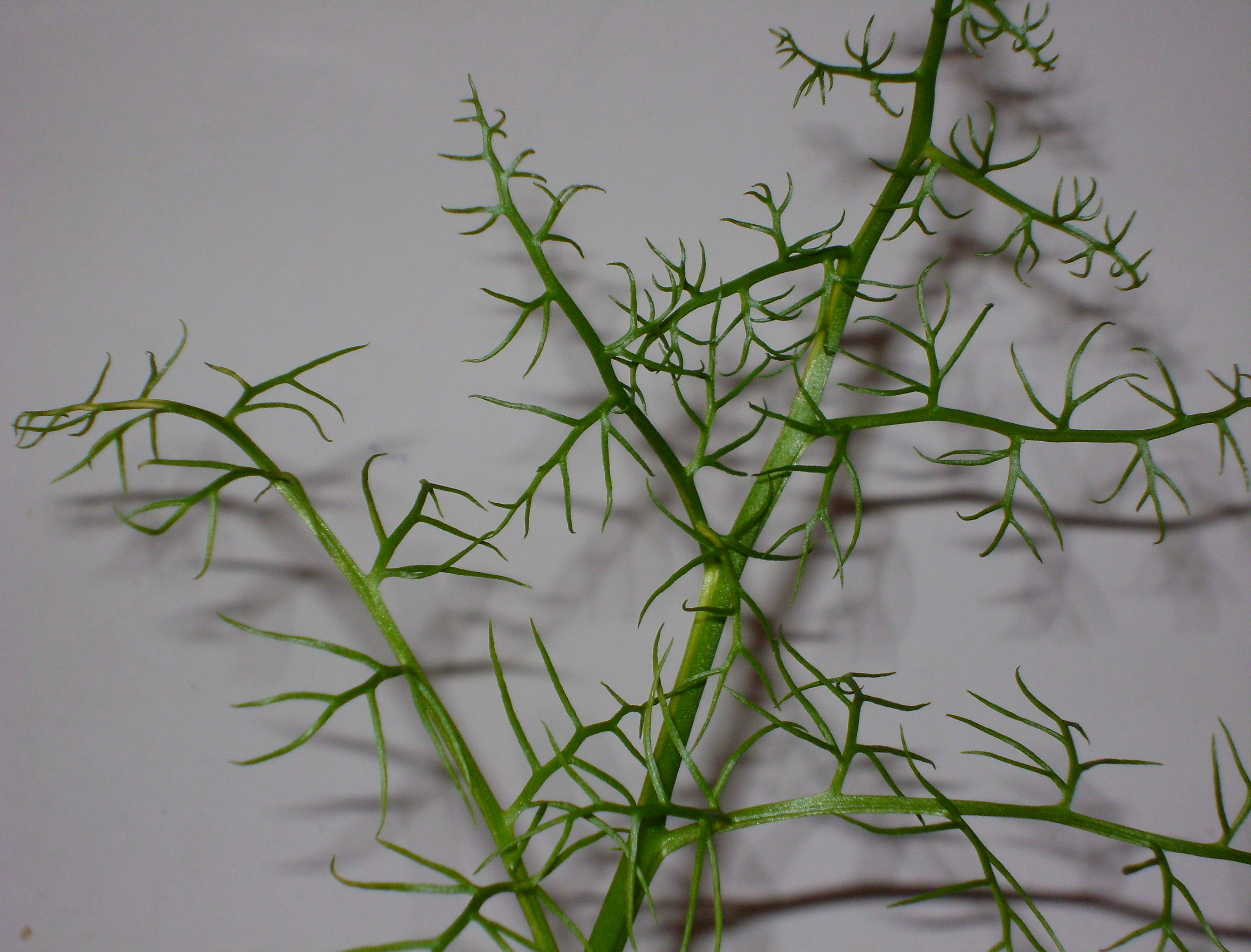
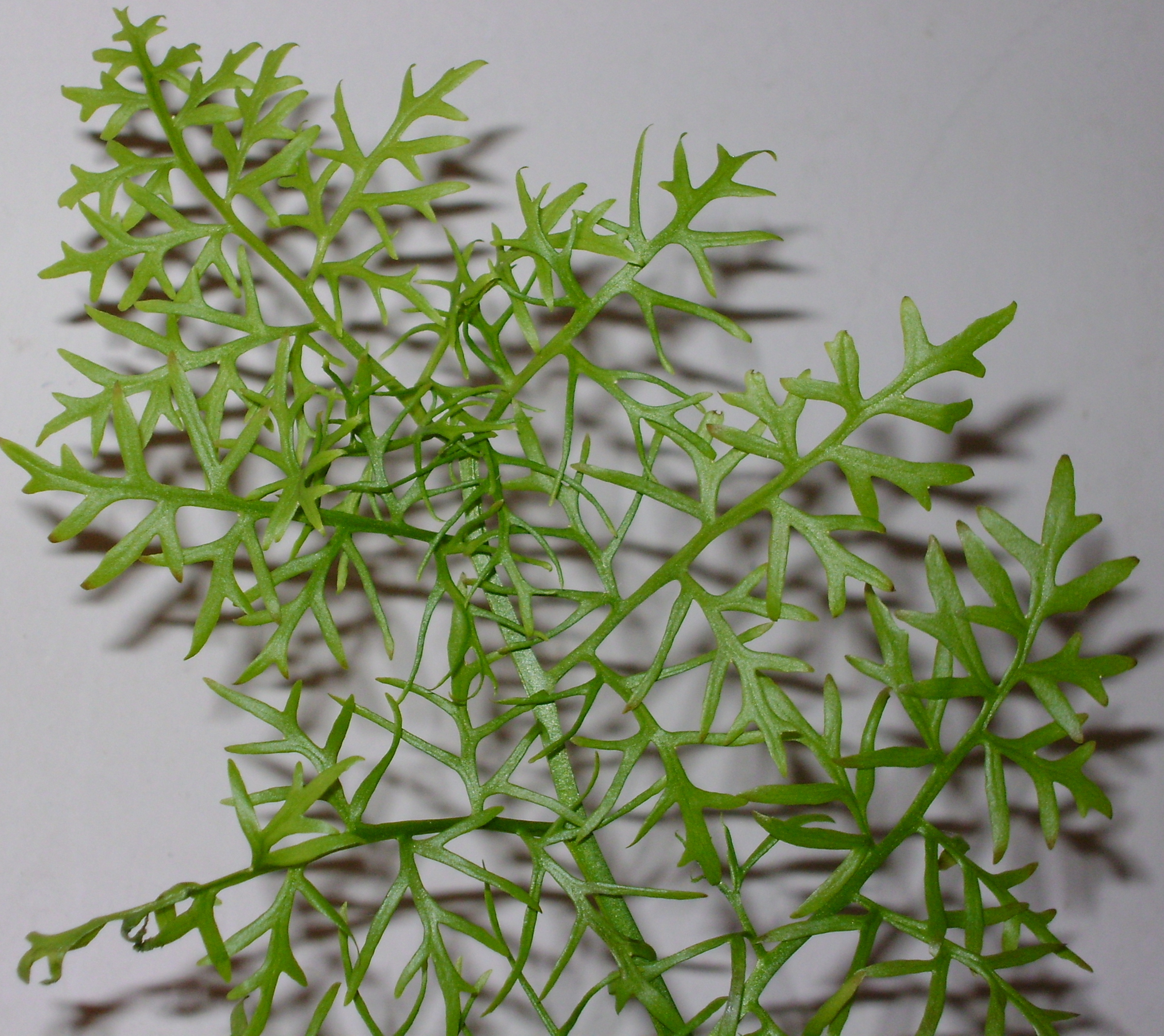
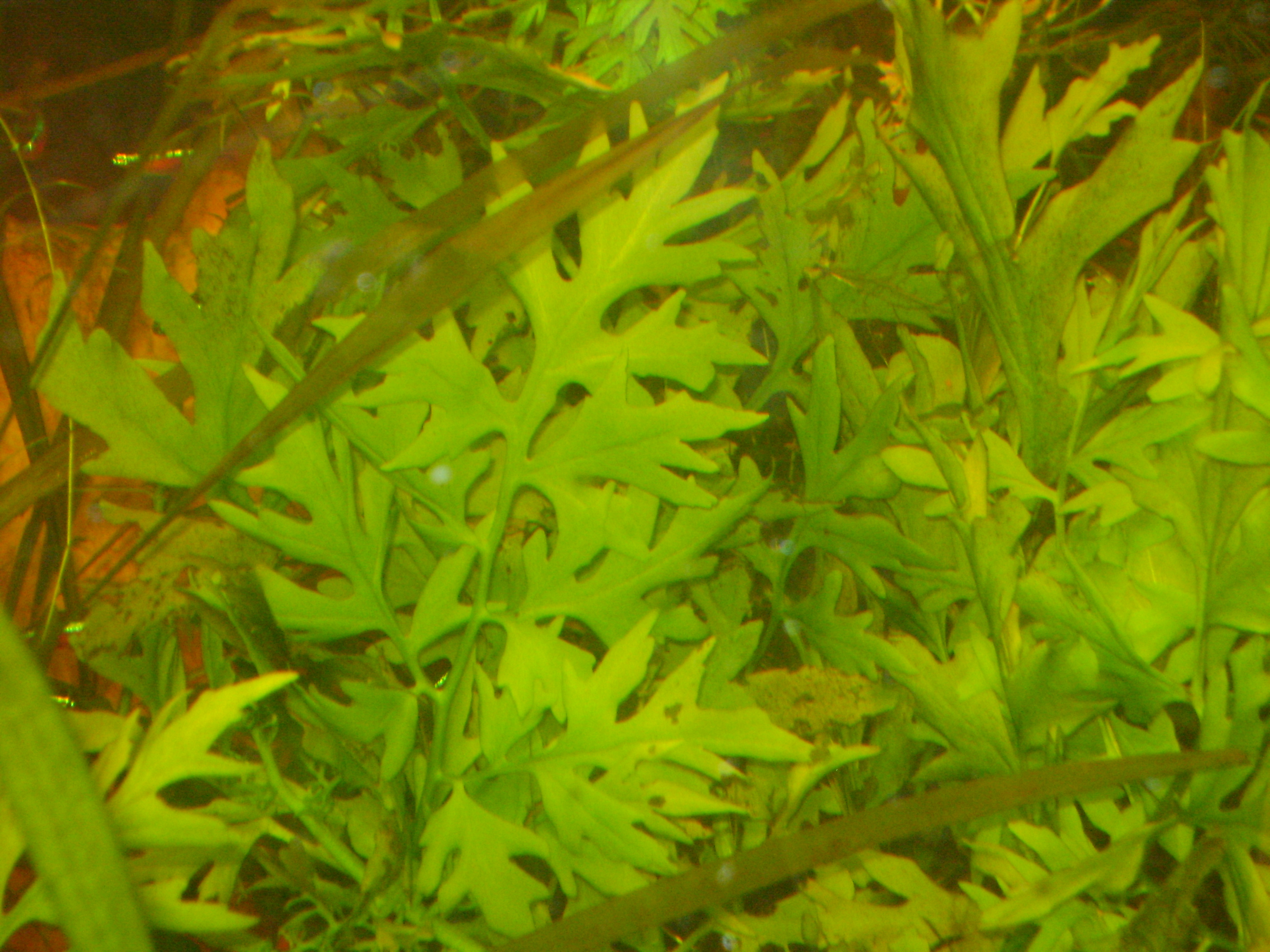
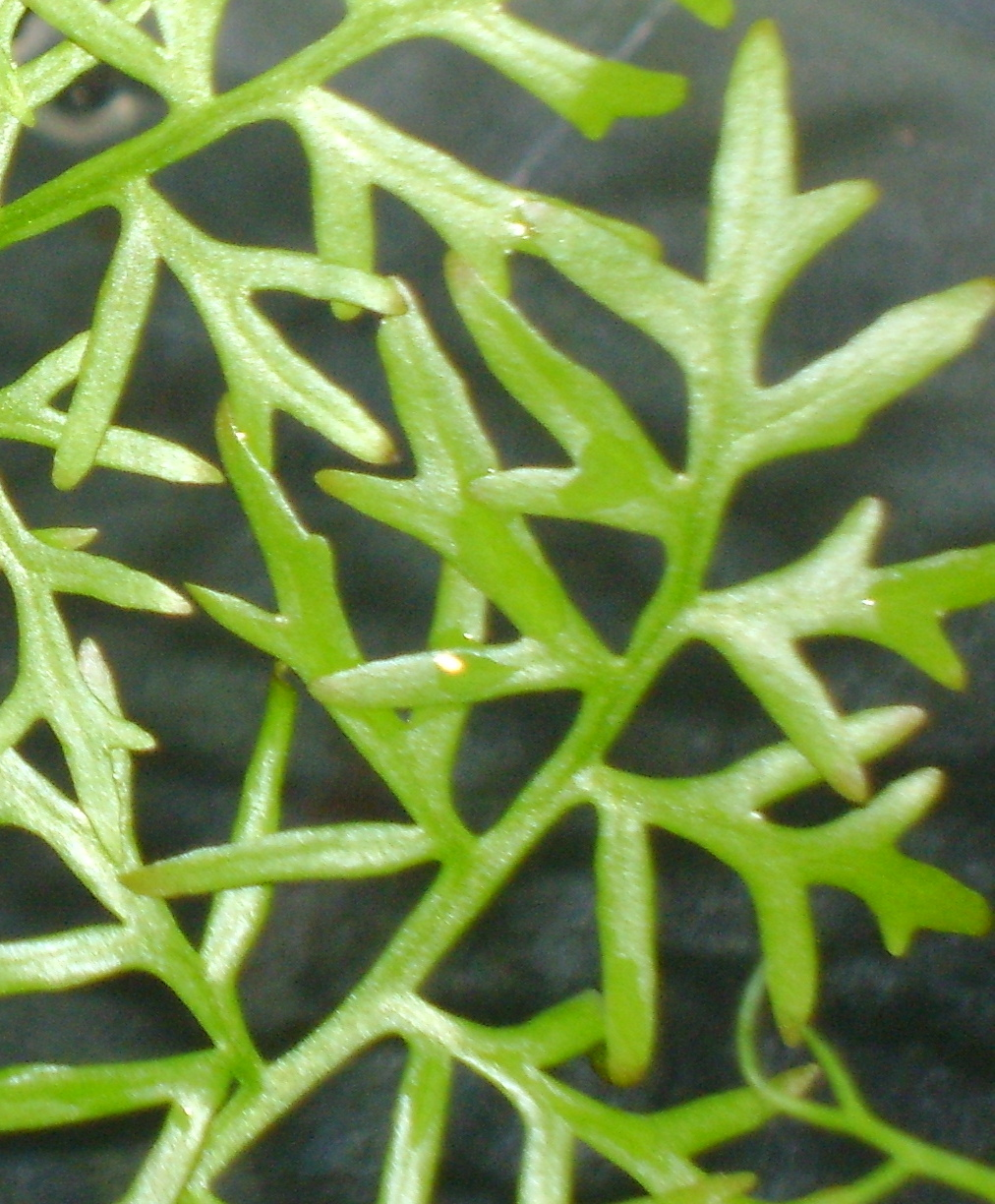

## Phân bố - Đặc điểm - Sử dụng
Xem bài chi tiết: Chi Cần trôi